# 반준
반준(潘濬, ? ~ 239년)은 중국 후한 말 ~ 오나라의 정치인이다. 자는 승명(承明)이며 형주 무릉군 한수현(漢壽縣) 사람이다. 형주의 지배자인 유표, 유비, 손권을 차례로 섬겼다.

## 행적
나이 20세 전후 때 송충(宋衷)으로부터 학문을 배웠다. 오서에 따르면 총명한 자질을 가져 남과 응대하는데 기민하여 그 말은 조리에 밝다는 평가를 왕찬(王粲)에게 받은 것을 계기로 형주의 인사들 사이에서 명성을 얻었다. 나이 30세 이전에 형주목 유표의 초빙으로 관직으로 나와 강하군(江夏郡)의 종사로 임명되었다. 당시 강하군은 관리들의 횡포에 의해 반준은 그들을 법에 따라 처벌했고, 민중은 그의 엄격한 법 적용을 두려워하며 그 후, 상향현(湘鄕縣)의 령으로 뛰어난 치적을 올려 사람들의 평판은 지극히 높았다.
유비가 형주를 다스릴 때 그의 부하가 되어 형주종사를 맡았다. 유비가 촉으로 들어간 뒤 형주에 남겨져 주의 사무를 처리하는 일을 했다. 유비에게는 신임을 받았지만, 양희(楊戱)전의 계한보신찬(季漢輔臣贊)에 따르면 형주독인 관우(關羽)에게는 미방(糜芳)과 사인(士仁)과 같은 취급을 받았다.
219년 여몽(呂蒙)의 계략에 의해 형주를 수비하고 있던 미방과 사인이 배반, 관우도 살해되어 형주는 손권에 의해 점령되었다. 강표전에 따르면, 형주에 있던 유비의 부장과 관리들 대부분은 손권에게 귀순했지만, 반준 혼자만 자택에 칩거해 출두하지 않았다. 손권은 부하에게 명하여 반준의 설득했지만, 반준은 침대 위에서 울면서 출두를 거부했다. 이에 손권은 반준을 침대에 묶어 자기 앞으로 연행시켜, 스스로 그를 설득해 감복시켰다. 반준은 보군중랑장, 형주의 군사로 위임되었고 (강표전에 따르면 치중도 겸임) 곧 분위장군으로 승진해, 상천정후로 봉해졌다.
강표전과 양양기에 의하면 220년 무릉군의 종사였던 번주가 무릉만 이민족들과 규합하였고 221년 이전에는 반준의 동료였던 습진(習珍)도 이에 호응해 스스로 소릉태수를 자처하며 관우의 복수전으로 오나라 토벌을 위해 이릉으로 향하는 유비에게 호응하려 하였다. 손권은 번주와 습진이 구면이기도 하고 형주의 사정에 밝은 반준에게 가절을 하사해 여러 군을 통솔시켜 보즐(步騭)과 함께 진압을 맡겼다. 반준은 신상필벌을 행하여 군대의 규율을 철저히 바로잡고 토벌에 나서, 이민족을 진무하는데 성공했다. 저항하던 습진에게 항복을 권했지만 습진은 이를 거절했다고 한다.
오서 주방전에 따르면 후에 파양태수 주방(周魴)이 위나라의 조휴(曹休)에게 보낸 항복 편지에 의하면, 반준은 무릉만 이민족들 중 항복한 사람들을 다수로 편입해서 강대한 군세를 인솔하고 있었다고 한다.
오서에 따르면 태자 손등(孫登)의 빈객인 예현(芮玄)이 226년에 죽은 후, 그 병사를 흡수해 하구에 주둔 했다고 한다.
229년 손권이 황제에 즉위하자 반준은 소부로 임명되었고 유양후로 봉해졌다. 이후 태상으로 승진하였고 육손(陸遜)과 함께 무창의 수비를 맡았다고 한다.
이전에 보즐은 226년부터 구구 땅에 주둔하게 되었으며, 표기장군이 된 229년 이후에 형주에서의 군권 확대를 꾀하여 사병을 모으는 것을 허락받고자 손권에게 고하였다. 손권은 보즐이 그 지방에서 군벌화할 것을 걱정하는 반준의 의견을 따라서 이를 허락하지 않았다. 또, 명성이 높았으나 난폭한 행동을 일삼은 중랑장 서종을 베었다. 이와 같은 예들은 반준이 법을 존중해 사람들의 평판에도 개의치 않았던 예로 들어지고 있다.
230년, 위나라 인물 은번(隱蕃)이 오나라로 투항해, 주거(朱據)와 학보(郝普) 등이 그를 칭찬했지만 반준은 투항한 은번과 교제하려고 하는 아들 반저를 몹시 꾸짖었다. 후에 은번이 위나라의 밀정인 것이 판명되면서 반준의 이러한 선견지명은 극찬을 받았다.
시기와 경위는 알 수 없지만 반준의 딸은 이 때 손권의 차남인 건창후 손려에게 시집을 갔다. 그러나 손려는 232년에 20세의 젊은 나이에 숨을 거두었다.
231년, 오계의 무릉만 이민족들이 반란을 일으키자 반준은 5만의 군사들을 인솔해서 토벌에 나섰다. 이 때 장사 여대(呂岱)의 협력을 받았고 여범의 아들인 여거(呂据)와 장군 종리목(鍾離牧)도 토벌에 참전했으나 오서 종리목전 회계전록에 따르면 종리목을 한 때 방치하지 않으면 안 될 정로도 고전한 적도 있었다고 한다. 234년 11월이 되어서야 간신히 반란을 진압하는데 성공했다. 이 때, 수만 명의 적을 베고 포로로 삼았다고 한다.
무릉만 이민족 토벌하고 나자 다시 육손과 함께 무창의 수비를 맡았다.
강표전에 의하면 234년 촉의 승상 제갈량(諸葛亮)의 뒤를 이어 장완이 대장군이 되면서 장완과 친인척인 반준이 그와 서로 연락을 하면서 촉과의 내통을 하려한다는 소문이 떠돌자 무릉태수 위정(衛旌)은 이를 진실로 받아들이고 상주문을 써서 손권에게 이를 보고했으나 손권은 이에 화를 내며 상주문을 봉해 반준에게 보낸 뒤, 위정을 소환하여 관직을 삭탈시켰다고 한다.
이때, 손권에게 총애를 받아 교사로 임명된 여일(呂壹)이, 가신들의 승진이나 처벌을 함부로 실시하며 권세를 제멋대로 휘둘렀다. 오주전에 따르면 건안태수 정주가 여일의 중상 모략에 의해 감옥에 갇혔을 때도 진무(陳武)의 서자인 진표와 함께 손권을 설득하여 그를 무죄 방면시켰다고 한다. 게다가 승상인 고옹(顧雍)과 좌장군 주거까지도 여일에 의해 연금되어 궁중이 혼란에 휩쓸리자 반준은 이에 격노해 역시 여일의 전횡을 우려하고 있던 육손과 협력해 여일을 배제하는 계획을 세웠다. 여일은 황문시랑 사굉이 승상 고옹을 배제하면 그 후임으로 유력한 반준이 승상이 되면 당신을 가만히 놔두지는 않을거라는 경고에 당황해 고옹을 무죄방면시켰다.
반준은 상경해서 손권에게 직접 호소하려고 했지만, 태자인 손등의 간언조차 손권이 받아들이지 않았다는 것을 알게 되자, 문무백관들을 모두 모아 그 자리에서 여일을 죽이려고 계획하고 있었지만, 여일이 사전에 이를 간파하고 자리에 참석하지 않아서 계획은 실패로 돌아갔다. 그 후에도 반준은 손권을 알현할 때마다 여일의 악행을 규탄했고 보즐 또한 반준과 육손을 지지했다고 한다.
이로 인해 여일에 대한 손권의 총애도 사라져 238년 여일은 처형되었다. 손권은 스스로 자신의 잘못을 문무백관들에게 사죄함과 동시에, 여일의 악행을 충고하지 않았던 중신들도 동시에 규탄했다. 오주전에 따르면 반준은 육손과 함께 눈물을 줄줄 흘리면서 고통스러운 듯한 태도를 취해 손권을 불안하게 시켰다고 한다.
239년에 사망하였고 장남 반저가 그 뒤를 이었다. 오서에 의하면 반저는 얼마 지나지 않아 병사해 차남 반비가 그 뒤를 잇게 되었고, 손권의 질녀에게 장가를 갔다고 한다. 여대전에 의하면 반준이 무창에서 맡던 일은 여대가 계승했다고 한다.

## 삼국지 연의에서의 반준
관우의 번성 출진 당시 관우의 수하였던 왕보의 평가로
"시기심이 강하고 지나치게 이익을 탐해 큰 일을 맡길 수 없다"면서 반준에게 비어있는 형주를 맡기는 것을 극구 반대했다.

이에 관우는 "상관없다"고 일축하지만 결국 왕보의 예언대로 반준은 형주 공방전에서 여몽이 형주를 빼앗자마자 곧바로 냅다 항복했다.

## 평가
양희의 계한보신찬에서는 미방·사인·학보와 대등하게 오, 촉 두 나라의 배반자며 웃음거리라는 평을 얻었다.
반준은 보즐을 자주 경계하는 행동을 취했고 보즐의 친구인 무릉태수 위정은 반준을 모함하였으나 정작 보즐에게는 높은 평가를 받았다. 진수는 《삼국지》에서 반준은 사사로운 이익을 요구하지 않고 국가의 대사를 요구했다는 평가를 남겼다.

## 가계

### 관련 인물
손권　장완
| 전임 진화 | 동오의 태상 (229년 당시) | 후임 장미 |

| 전임 장미 | 동오의 태상 234년 ~ ? | 후임 고담 |

## 같이 보기
- 삼국지 인물 목록